# 11871 Norge
11871 Norge è un asteroide della fascia principale. Scoperto nel 1989, presenta un'orbita caratterizzata da un semiasse maggiore pari a 2,2396688 UA e da un'eccentricità di 0,0732937, inclinata di 5,40308° rispetto all'eclittica.